# Plan Chillán
El Plan Chillán fue una campaña de desarrollo agropecuario realizado por el Gobierno de Chile, en conjunto al gobierno de Estados Unidos, destinado tanto para la ciudad de Chillán, en Chile, como para las provincias de Maule, Ñuble y Concepción.

## Antecedentes
El año 1942, durante la Segunda Guerra Mundial, es realizada la Conferencia de Cancilleres Americanos en Río de Janeiro, con la cual se inicia la cooperación entre Chile y Estados Unidos. Una vez iniciada la Guerra Fría, la posición política de Chile era neutral, sin embargo, a fines de la década de 1940, con la llegada del gobierno de Gabriel González Videla y la creación de la Ley de Defensa Permanente de la Democracia, el ideal político cambia y fortalece los nexos con Estados Unidos.
Con respecto a la agricultura chilena, la situación para el país era preocupante, dado a la poca productividad del rubro, en oposición al Estado de California, cual iniciaba un proceso de auge. El 26 de junio de 1951, es firmado el primer acuerdo entre ambas naciones, cuyo fin era la cooperación mutua en conocimientos técnicos, creando así, el Acuerdo del Programa Agrícola y Ganadero, donde sus cláusulas contemplaban el asesoramiento de especialistas, con el fin de mejorar la conservación de alimentos, uso de suelo y recursos hídricos. Posteriormente, ante la firma del Acuerdo Básico de Cooperación Técnica, nace el Plan Chillán, cual estaba ligado a las Universidad de California en Los Ángeles y el Departamento Técnico Interamericano de Cooperación Agrícola de la Dirección General de Agricultura del Ministerio de Agricultura de Chile. Responsable de este plan, estuvo el ministro de ese entonces, Mario Astorga Cartes, quien en 1954 viaja a Estados Unidos, logrando un nexo a través de Albion Patterson, con dicha institución estudiantil y la Fundación Rockefeller.

## Desarrollo
Para desarrollar este plan, es elegida la Universidad de Concepción, dado que su nivel de atraso en ciencias agrícolas, era el mayor del país. Como método de divulgación de esta campaña, Vinicio Valdivia, dirige el documental "Plan Chillán", un cortometraje que no supera los diez minutos, atribuyendo un beneficio futuro a la implementación de este proyecto. Su implementación, consideró a la construcción de terrazas de cultivo, conservación de agua y suelo, siembra, obras de drenaje y nivelación, sanitización de ganado, multiplicación de semillas, manipulación de alimentos y prevención de enfermedades. A nivel local, sus difusores fueron diversos profesores, como José Suárez Fanjul, Manuel Rodríguez, Víctor Cardozo, Luis del Villar y Armando Lazcano.

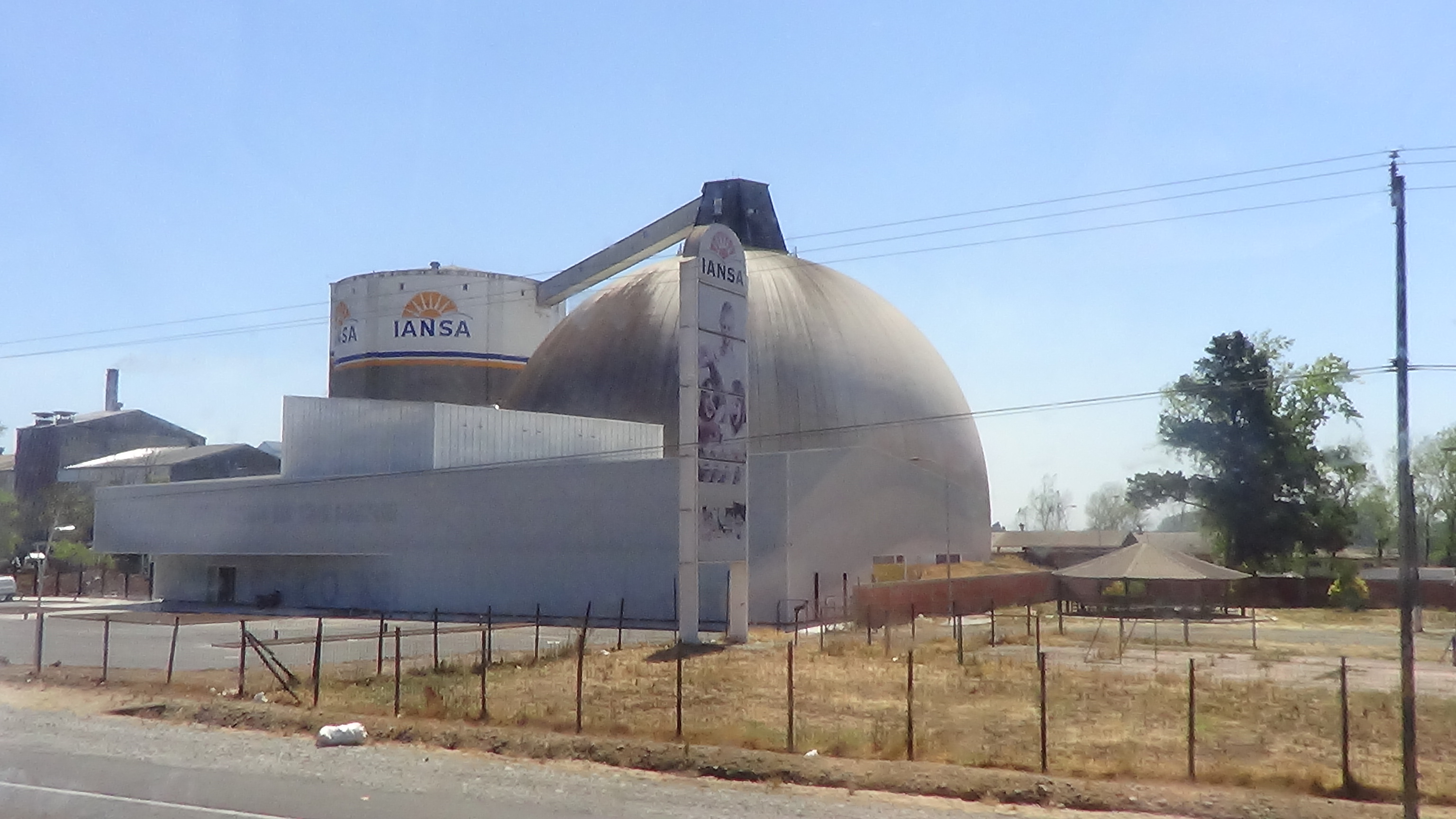
Planta Iansa en Cocharcas.

Dwight D. Eisenhower, asumió el cargo de Presidente de los Estados Unidos en 1953, lo cual, significó que los intereses norteamericanos se enfocaran en fortalecer su ejército, reduciendo la asistencia técnica y financiera en la zona. Sin embargo, eso no impidió para que a raíz de este plan, surgiera en 1957, la creación de la Escuela de Agronomía de la Universidad de Concepción, en lo que hoy corresponde al Campus Chillán, la instalación de la Planta Cocharcas de la Industria Azucarera Nacional en 1967, y diversas plantas lecheras.